# Giải vô địch bóng đá U-22 Đông Nam Á 2019
Giải vô địch bóng đá U-22 Đông Nam Á 2019 (còn được biết đến là AFF U-22 LG Cup 2019 nhằm mục đích tài trợ), là mùa giải thứ hai của Giải vô địch bóng đá U-22 Đông Nam Á, do Liên đoàn bóng đá Đông Nam Á (AFF) tổ chức. Giải đấu này có nhà tài trợ chính là Tập đoàn LG của Hàn Quốc. Giải đấu diễn ra từ ngày 17 đến 26 tháng 2 tại Phnôm Pênh, Campuchia. Đây là giải đấu đầu tiên dành cho cầu thủ dưới 22 tuổi, mà giải trước đó là dưới 23 tuổi.
Đội vô địch của giải vô địch bóng đá U-23 Đông Nam Á 2005, Thái Lan là đương kim vô địch, vì không có giải đấu nào từ năm 2006 đến năm 2018.

## Các đội tuyển tham dự
Giải đấu này không có vòng loại, và tất cả các đội tuyển đều được giành quyền vào vòng chung kết. Các đội tuyển sau đây từ các liên đoàn thành viên của AFF được tham dự giải đấu (ngoại trừ Úc). Singapore đã rút lui khỏi giải đấu để tập trung vào giải đấu vòng loại giải vô địch bóng đá U-23 châu Á 2020 vào tháng 3. Brunei và Lào cũng đã rút lui khỏi giải đấu.
| Đội tuyển   | Liên đoàn        | Tham dự | Thành tích tốt nhất lần trước |
| ----------- | ---------------- | ------- | ----------------------------- |
| Campuchia   | LĐBĐ Campuchia   | 2 lần   | Vòng bảng (2005)              |
| Indonesia   | HHBĐ Indonesia   | 1 lần   | Lần đầu                       |
| Malaysia    | HHBĐ Malaysia    | 2 lần   | Hạng tư (2005)                |
| Myanmar     | LĐBĐ Myanmar     | 2 lần   | Hạng ba (2005)                |
| Philippines | LĐBĐ Philippines | 2 lần   | Vòng bảng (2005)              |
| Thái Lan    | HHBĐ Thái Lan    | 2 lần   | Vô địch (2005)                |
| Đông Timor  | LĐBĐ Đông Timor  | 2 lần   | Vòng bảng (2005)              |
| Việt Nam    | LĐBĐ Việt Nam    | 1 lần   | Lần đầu                       |

| Không tham dự |
| ------------- |
| Úc            |

| Rút lui                    |
| -------------------------- |
| Brunei · Lào · Singapore · |

## Bốc thăm
Sáu đội tuyển hàng đầu từ giải vô địch bóng đá U-23 Đông Nam Á 2005 đã được hạt giống vào nhóm 1, các đội tuyển còn lại đã vào nhóm 2. Campuchia đã được gán vào vị trí B1 với tư cách là chủ nhà.
| Vị trí | Chung cuộc 6 đội hàng đầu năm 2005 | Đội tuyển không hạt giống |
| ------ | ---------------------------------- | ------------------------- |
| 1      | Thái Lan                           | Campuchia (gán vào B1)    |
| 2      | Singapore (W)                      | Đông Timor                |
| 3      | Myanmar                            | Úc (P)                    |
| 4      | Malaysia                           | Brunei (W)                |
| 5      | Lào (W)                            | Indonesia                 |
| 6      | Philippines                        | Việt Nam                  |

Ghi chú
- Đội tuyển trong chữ đậm là đương kim vô địch.
- Đội tuyển trong chữ nghiêng là chủ nhà.
- (P): Không tham dự.
- (W): Rút lui sau khi bốc thăm.

### Kết quả
| VT | Đội tuyển   |
| -- | ----------- |
| A1 | Thái Lan    |
| A3 | Philippines |
| A4 | Đông Timor  |
| A6 | Việt Nam    |

| VT | Đội tuyển |
| -- | --------- |
| B1 | Campuchia |
| B3 | Myanmar   |
| B4 | Malaysia  |
| B5 | Indonesia |

## Danh sách cầu thủ
Một đội hình cuối cùng có 23 cầu thủ (ba trong số đó phải là thủ môn) phải được đăng ký một ngày trước trận đấu đầu tiên của giải đấu.

## Vòng bảng

### Bảng A
| VT | Đội         | ST | T | H | B | BT | BB | HS | Đ | Giành quyền tham dự     |
| -- | ----------- | -- | - | - | - | -- | -- | -- | - | ----------------------- |
| 1  | Việt Nam    | 3  | 2 | 1 | 0 | 6  | 1  | +5 | 7 | Vòng đấu loại trực tiếp |
| 2  | Thái Lan    | 3  | 2 | 1 | 0 | 4  | 0  | +4 | 7 | Vòng đấu loại trực tiếp |
| 3  | Đông Timor  | 3  | 1 | 0 | 2 | 1  | 5  | −4 | 3 |                         |
| 4  | Philippines | 3  | 0 | 0 | 3 | 1  | 6  | −5 | 0 |                         |

| Việt Nam                                 | 2–1      | Philippines     |
| ---------------------------------------- | -------- | --------------- |
| - Trần Danh Trung 74' - Lê Minh Bình 78' | Chi tiết | - Borlongan 51' |

| Thái Lan        | 1–0      | Đông Timor |
| --------------- | -------- | ---------- |
| - Saringkan 47' | Chi tiết |            |

| Philippines | 0–3      | Thái Lan                                         |
| ----------- | -------- | ------------------------------------------------ |
|             | Chi tiết | - Jaroensak 3' - Jedsadakorn 13' - Saringkan 83' |

| Đông Timor | 0–4      | Việt Nam                                                           |
| ---------- | -------- | ------------------------------------------------------------------ |
|            | Chi tiết | - Trần Danh Trung 40', 62' - Phan Thanh Hậu 82' - Lê Xuân Tú 90+3' |

| Việt Nam | 0–0      | Thái Lan |
| -------- | -------- | -------- |
|          | Chi tiết |          |

| Đông Timor | 1–0      | Philippines |
| ---------- | -------- | ----------- |
| - Lima 64' | Chi tiết |             |

### Bảng B
| VT | Đội           | ST | T | H | B | BT | BB | HS | Đ | Giành quyền tham dự     |
| -- | ------------- | -- | - | - | - | -- | -- | -- | - | ----------------------- |
| 1  | Campuchia (H) | 3  | 2 | 0 | 1 | 3  | 2  | +1 | 6 | Vòng đấu loại trực tiếp |
| 2  | Indonesia     | 3  | 1 | 2 | 0 | 5  | 3  | +2 | 5 | Vòng đấu loại trực tiếp |
| 3  | Malaysia      | 3  | 1 | 1 | 1 | 3  | 3  | 0  | 4 |                         |
| 4  | Myanmar       | 3  | 0 | 1 | 2 | 1  | 4  | −3 | 1 |                         |

| Myanmar                | 1–1      | Indonesia     |
| ---------------------- | -------- | ------------- |
| - Myat Kaung Khant 13' | Chi tiết | - Rachmat 38' |

| Malaysia | 0–1      | Campuchia   |
| -------- | -------- | ----------- |
|          | Chi tiết | - Rosib 62' |

| Indonesia                 | 2–2      | Malaysia                  |
| ------------------------- | -------- | ------------------------- |
| - Marinus 52' - Witan 77' | Chi tiết | - Nik Akif 62' - Hadi 86' |

| Campuchia                 | 2–0      | Myanmar |
| ------------------------- | -------- | ------- |
| - Safy 26' - Sophanat 50' | Chi tiết |         |

| Malaysia   | 1–0      | Myanmar |
| ---------- | -------- | ------- |
| - Hadi 45' | Chi tiết |         |

| Indonesia          | 2–0      | Campuchia |
| ------------------ | -------- | --------- |
| - Marinus 19', 83' | Chi tiết |           |

## Vòng đấu loại trực tiếp
Trong vòng đấu loại trực tiếp, loạt sút luân lưu đã được sử dụng để quyết định đội thắng nếu cần thiết.

### Sơ đồ
|  | Bán kết                 | Bán kết  |                         |       | Chung kết | Chung kết |
|  |                         |          |                         |       |           |           |
|  | 24 tháng 2 – Phnôm Pênh |          |                         |       |           |           |
|  |                         |          |                         |       |           |           |
|  | Việt Nam                | 0        |                         |       |           |           |
|  | Việt Nam                | 0        | 26 tháng 2 – Phnôm Pênh |       |           |           |
|  | Indonesia               | 1        |                         |       |           |           |
|  | Indonesia               | 1        | Indonesia               | 2     |           |           |
|  | 24 tháng 2 – Phnôm Pênh |          | Indonesia               | 2     |           |           |
|  |                         | Thái Lan | 1                       |       |           |           |
|  | Campuchia               | Thái Lan | 1                       | 0 (3) |           |           |
|  | Campuchia               |          |                         | 0 (3) |           |           |
|  | Thái Lan (p)            | 0 (5)    |                         |       |           |           |
|  | Thái Lan (p)            | 0 (5)    | Tranh hạng ba           |       |           |           |
|  |                         |          |                         |       |           |           |
|  | 26 tháng 2 – Phnôm Pênh |          |                         |       |           |           |
|  |                         |          |                         |       |           |           |
|  | Việt Nam                | 1        |                         |       |           |           |
|  | Việt Nam                | 1        |                         |       |           |           |
|  | Campuchia               | 0        |                         |       |           |           |

### Bán kết
| Việt Nam | 0–1      | Indonesia    |
| -------- | -------- | ------------ |
|          | Chi tiết | - Luthfi 70' |

| Campuchia                                   | 0–0 (s.h.p.) | Thái Lan                                                   |
| ------------------------------------------- | ------------ | ---------------------------------------------------------- |
|                                             | Chi tiết     |                                                            |
| Loạt sút luân lưu                           |              |                                                            |
| - Kimheng - S. Kakada - N. Kakada - Sodavid | 3–5          | - Saringkan - Ritthidet - Jedsadakorn - Korrawit - Ballini |

### Tranh hạng ba
| Việt Nam       | 1–0      | Campuchia |
| -------------- | -------- | --------- |
| Lê Xuân Tú 86' | Chi tiết |           |

### Chung kết
| Indonesia                | 2–1      | Thái Lan        |
| ------------------------ | -------- | --------------- |
| - Sani 59' - Osvaldo 64' | Chi tiết | - Saringkan 57' |

## Thống kê

### Vô địch
| Giải vô địch bóng đá U-22 Đông Nam Á 2019 |
| ----------------------------------------- |
| · Indonesia · Lần thứ nhất                |

### Cầu thủ ghi bàn
Đã có 29 bàn thắng ghi được trong 16 trận đấu, trung bình 1.81 bàn thắng mỗi trận đấu.
3 bàn thắng
- Marinus Wanewar
- Saringkan Promsupa
- Trần Danh Trung

2 bàn thắng
- Hadi Fayyadh Razak
- Lê Xuân Tú

1 bàn thắng
- Sath Rosib
- Yue Safy
- Sin Sophanat
- Luthfi Kamal
- Osvaldo Haay
- Rachmat Irianto
- Sani Rizki Fauzi
- Witan Sulaeman
- Nik Akif Syahiran Nik Mat
- Myat Kaung Khant
- Jeremiah Borlongan
- Jaroensak Wonggorn
- Jedsadakorn Kowngam
- Mouzinho Barreto de Lima
- Lê Minh Bình
- Phan Thanh Hậu

## Phát sóng
Tất cả 16 trận đấu cũng có sẵn trực tiếp và miễn phí tại Campuchia, các quốc gia ASEAN khác và quốc tế thông qua trang Facebook chính thức của Liên đoàn bóng đá Campuchia (FFC), bằng tiếng Khmer.

### ASEAN
| Quốc gia            | Phát sóng       | Tóm tắt                                                                       | TK            |
| ------------------- | --------------- | ----------------------------------------------------------------------------- | ------------- |
| Campuchia (chủ nhà) | CBS             | Tất cả 16 trận đấu trực tiếp, tương ứng trên MYTV và CTN.                     | [ 7 ]         |
| Indonesia           | MNC Media       | Chỉ có các trận đấu của Indonesia. Trực tiếp trên RCTI.                       | [ 8 ]         |
| Malaysia            | Astro           | Tất cả 16 trận đấu trực tiếp bằng tiếng Mã Lai và tiếng Anh trên Astro Arena. | [ 9 ]         |
| Myanmar             | MNTV, My Sports | Chỉ có các trận đấu của Myanmar.                                              | [ 10 ] [ 11 ] |
| Thái Lan            | PPTV            | Chỉ có các trận đấu của Thái Lan.                                             | [ 12 ]        |
| Việt Nam            | VTV             | Tất cả 16 trận đấu trực tiếp, tương ứng trên VTV5 và VTV6.                    | [ 13 ]        |

      Quốc gia chủ nhà